# Recensement des États-Unis de 1950
Le recensement des États-Unis de 1950 est un recensement de la population lancé en 1950 le 1er avril aux États-Unis qui comptaient alors 150 697 361 habitants.